# フラワー・ドラム・ソング
『フラワー・ドラム・ソング』 (英語: The Flower Drum Song) は、1957年に発表された中国系アメリカ人作家C・Y・リー（黎錦揚）の小説。アメリカ合衆国カリフォルニア州サンフランシスコの中国系移民について描かれ、当時ベストセラーとなった。1958年、この小説を原作としてミュージカル『フラワー・ドラム・ソング』が上演され、1961年にはナンシー・クワン、ジェームズ・シゲタ、ミヨシ・ウメキ主演の映画『フラワー・ドラム・ソング』が公開された。

## 背景
1940年代、C・Y・リーは戦争で荒廃した中国から渡米してイェール大学で脚本を学び、1947年に美術学修士を取得し卒業した。1950年代までリーは中国語教師、翻訳家、サンフランシスコにあるチャイナタウンの新聞社のジャーナリストとして、生活のために短い文章を書いていたのみであった。脚本家になることを望んでいたが、チャイナタウンを題材にした小説『フラワー・ドラム・ソング』を執筆した。ちなみに当初のタイトルは『グランド・アヴェニュー』であった。出版社がなかなか見つからず、エージェントはフェラー・ストラウス・アンド・カダヒーに送った。フェラー社は評価のためにとある年配の読者に原稿を送った。この読者はベッドの上で「これを読め」と走り書きをした原稿のそばで亡くなっていたのが見つかった。フェラー社は原稿を読んで出版権を獲得し、1957年にはベストセラーとなった。

## あらすじ
63歳のワン・チーヤンは中国の共産主義から逃れるためアメリカにやってくる。サンフランシスコのチャイナタウンで2人の息子と共に裕福に暮らす。市民権取得のための授業を受けている義姉妹のマダム・タンが定期的にやってきて、西洋的な生活をするよう勧める。義姉妹も息子たちもアメリカ文化を受け入れているが、ワンは同化を強固に拒絶し、話す英語は「イエス」と「ノー」のみである。ワンは酷い咳を患うが、家族の意見を頑固に聞き入れず治療を受けない。ワンの長男のワン・ターはリンダ・トンに夢中だが、リンダの周りに多くの男性がいることを知り諦める。のちにワン・ターはリンダがナイトクラブのダンサーであることを知る。チャイナタウンには適齢期の女性が少ないにもかかわらず、リンダの友人で針子のヘレン・チャオは恋人がなかなかできず、ターを酔わせて誘惑する。ヘレンのベッドで目覚めたターは関係に同意するが、結局ヘレンは捨てられ自殺を図る。
ターがなかなか結婚しないことに痺れを切らしたワンは写真結婚を計画する。しかし相手が到着する前にターは、父親と渡米してきたばかりのメイ・リーと出会う。2人は道端でフラワー・ドラム・ソングを歌うことで互いを励まし合う。ワンの同意を得てターはメイ・リーと父親を家に招き、ターとメイ・リーは恋に落ちる。ヘレンは使用人により時計を盗んだと訴えられるが、疑いが晴れる。ターはメイ・リーに求婚するが、ワンは反対する。ワンは同化への固辞を続けてますます家族内で孤立していき、家族がバラバラになることを心配する。ワンは咳の治療において息子のアドバイスに従い、漢方薬剤師ではなく中国人経営の西洋医学の医院に行き、アメリカの文化を受け入れる。